# Didemnum asterix
Didemnum asterix är en sjöpungsart som beskrevs av Kott 2004. Didemnum asterix ingår i släktet Didemnum och familjen Didemnidae. Inga underarter finns listade i Catalogue of Life.